# Ел Пало де ла Вибора, Ел Нињо Пердидо (Кукио)
Ел Пало де ла Вибора, Ел Нињо Пердидо (шп. El Palo de la Víbora, El Niño Perdido) насеље је у Мексику у савезној држави Халиско у општини Кукио. Насеље се налази на надморској висини од 2023 м.

## Становништво
Према подацима из 2010. године у насељу су живела 3 становника.

### Хронологија
| Година       | 2000       | 2005 | 2010 |
| ------------ | ---------- | ---- | ---- |
| Становништво | 17 (8 / 9) | 9    | 3    |

### Попис
| # | Индикатор                     | Вредност |
| - | ----------------------------- | -------- |
| 1 | Укупно домаћинстава           | 2        |
| 2 | Укупно насељених домаћинстава | 1        |
| 3 | Величина локације             | 1        |